# Жерве, Николай Андреевич
Николай Андреевич Жерве (1807—1841) — офицер Кавалергардского полка, член «кружка шестнадцати». Брат генерал-лейтенанта Александра Андреевича Жерве.

## Биография
Происходил из дворян Санкт-Петербургской губернии; родился 10 (22) сентября 1807 года в семье статского советника Андрея Андреевича Жерве.
Воспитывался в Пажеском корпусе и 25 декабря 1828 года был выпущен из камер-пажей корнетом в Конную гвардию; 25 декабря 1829 года переведён в кавалергардский полк, а в 1831 году произведён в поручики. В том же году принимал участие в подавлении польского восстания и штурме Варшавы, получив орден Св. Анны 4-й ст. с надписью «За храбрость» (15.02.1832, одновременно с братом Александром).
В 1830 году начинается роман Жерве с княгиней Зинаидой Ивановной Юсуповой. После того, как об их связи стало известно её мужу Борису Николаевичу, Долли Фикельмон записала в своём дневнике: «Ореол весёлости, окружавший его красивое и столь молодое лицо, вдруг разом исчез. Боюсь, что причина этому — Жерве». Спасая Зинаиду от сплетен, Жерве уехал из Петербурга.
В 1834 году у Трубецких он познакомился с Лермонтовым.
Вместе с князем Черкасским и князем С. В. Трубецким 1 сентября 1835 года он был арестован полковым командиром за пустую гвардейскую «шалость»: жители Новой Деревни пожаловались, «что после вечерней зари, во втором часу, на улице в Новой Деревне производили разные игры не с должной тишиной». Последовавшее наказание было неожиданно строго даже для сурового николаевского режима: Жерве и Трубецкой были отправлены в разные полки с фельдъегерями, а за Трубецким кроме того был установлен секретный надзор. Жерве 27 октября был переведён на Кавказ в Нижегородский драгунский полк, где в 1837 году вновь встретился с Лермонтовым.
За отличие в экспедиции против горцев 3 июня 1837 года был произведён в штабс-капитаны. В высочайшем приказе от 11 октября 1837 года было объявлено о переводе Лермонтова в лейб-гвардии Гродненский гусарский полк, а Жерве был переведён в лейб-гвардейский Драгунский полк, куда так и не явился; 13 марта 1838 года он был уволен со службы по домашним обстоятельствам. В начале 1840-х годах встречался с Лермонтовым на собраниях «Кружка шестнадцати». В 1841 году князь Михаил Лобанов-Ростовский поведал о «меланхоличном Жерве»: «У него такой вид, как будто он погибнет в первом же деле».
В 1840 году, снова поступив на военную службу, в конце июня — начале июля общался с Лермонтовым в военном лагере под крепостью Грозной и, вероятно, одновременно с поэтом участвовал в осенних экспедициях в Малую и Большую Чечню.
Скончался после двухмесячной болезни в 1841 году. В августе императрица Александра Фёдоровна писала своей подруге графине С. А. Бобринской:
Вздох о Лермонтове, об его разбитой лире, которая обещала русской литературе стать её выдающейся звездой. Два вздоха о Жерве, о его слишком верном сердце, этом мужественном сердце, которое только с его смертью перестало биться для этой ветреной Зинаиды.